# تروپیکانا
تروپیکانا (انگلیسی: Tropicana) شرکت صنایع غذایی آمریکایی است، که در سال ۱۹۴۷ توسط آنتونی روسی تأسیس شد.